# Sulla non educazione del principe
Il saggio Sulla non educazione del principe (o Ad principem ineruditum) è un'opera di Plutarco in forma di declamazione, in cui si sostiene la necessità che un sovrano possegga una buona cultura per governare con più cognizione di causa.

## Struttura
Il breve saggio può aver fatto parte di una declamazione o, come suggerisce il suo titolo tradizionale, è stato composto da una lettera a qualcuno che esercitava un potere di tipo monarchico, anche se in esso non c'è nulla che faccia propendere per una o l'altra tesi.
Nessun precetto o dottrina particolare, da parte di Plutarco, ma il saggio è animato da alcuni racconti interessanti e, considerandone la sua brevità, da un numero inusuale di similitudini piuttosto elaborate, oltre che, come al solito, da citazioni di scrittori precedenti per gran parte del materiale.
La fine dell'operetta, infine, è così brusca da giustificare la convinzione che l'opuscolo, nella forma in cui ci è pervenuto, sia solo un frammento.